# Reis-Bücklers-Hornhautdystrophie
Die Reis-Bücklers-Hornhautdystrophie ist eine sehr seltene angeborene Form der granulären Hornhautdystrophie mit beidseitig netzartigen oberflächlichen Trübungen zentral in der Hornhaut.

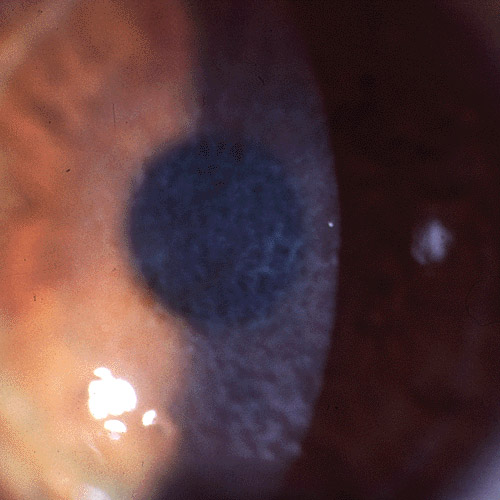
Reis-Bücklers-Hornhautdystrophie mit netzartigen Trübungen oberflächlich in der Hornhaut

Synonyme sind: Reis-Bückler-Hornhautentartung; Ringdystrophie, oberflächliche; Bücklers-Syndrom; Granuläre Hornhautdystrophie Typ III; Geografische Hornhautdystrophie; Hornhautdystrophie der Bowman-Lamelle Typ 1; Hornhautdystrophie, atypische granuläre; Hornhautdystrophie, granuläre, Typ 3; Oberflächliche granuläre Hornhautdystrophie; RBCD; Vordere limitierende Membrandystrophie Typ I; englisch annular corneal dystrophy; Reis-Bucklers Corneal Dystrophy; RBCD; Corneal Dystrophy Of Bowman Layer, Type I; CDB1
Die Namensbezeichnung bezieht sich auf die deutschen Augenärzte, den Autoren der Erstbeschreibung aus dem Jahre 1917 Heinrich Maria Wilhelm Reis (* 1872) sowie Max Bücklers  (1895–1969) mit einer Beschreibung aus dem Jahre 1949.
Die Grayson-Wilbrandt-Hornhautdystrophie gilt als Variante.
Die Bezeichnung „Reis-Bücklers“ wurde auch als Synonym für das Biber-Haab-Dimmer-Syndrom verwendet.

## Verbreitung
Die Häufigkeit ist nicht bekannt, die Vererbung erfolgt autosomal-dominant.

## Ursache
Der Erkrankung liegen Mutationen im TGFBI-Gen auf Chromosom 5 Genort q31.1 zugrunde, welches für Keratoepithelin kodiert.

## Klinische Erscheinungen
Klinische Kriterien sind:
- Krankheitsbeginn im frühen Kindesalter
- schmerzhafte rezidivierende Hornhauterosionen beidseits
- subepitheliale Trübung auf Bowman-Membran beschränkt
- symmetrische, netz- landkarten- oder ringähnliche Einlagerungen
- irregulärer Astigmatismus
- verminderte Hornhautsensibilität
- progrediente Visusverschlechterung

Remissionen im frühen Erwachsenenalter sowie spätere Rezidive möglich

## Differentialdiagnose
Abzugrenzen sind die anderen Formen der granulären Hornhautdystrophie (früherer Krankheitsbeginn, häufiger Erosionen) sowie die Thiel-Behnke-Hornhautdystrophie.

## Behandlung
Der Visus kann durch Keratomie, Photorefraktive Keratektomie oder lamelläre Keratoplastik verbessert werden.